# Добрејшово јеванђеље
Добрејско јеванђеље је ћирилични рукопис јеванђеља из прве половине 9. века (1221?). Сачувано је укупно 127 страница, а 79 од њих се чувају у Софији, НБКМ бр. 17 (307). Преосталих 48 листова спаљени су 1941. године током априлског рата  у Београду (НБС бр. 214), а доступни су само у Цоневом издању.
Име носи по свештенику Добрејшу, вероватном аутору јеванђеља, што се помиње у више записа. Нађен је у масту Тулчи. Чуван је најпре у Једрену, а пре тога негде у Западној Македонији. Преписан је у Северној Македонији са архаичног старословенског шаблона од неколико слова са различитим правописним навикама.
Јеванђеље је богато украшено са 87 иницијала и портрета јеванђелиста. Правопис је у основи двословни, али без етимолошког разликовања епоха, а има делова писаних једнословним правописом. Мешање гласова није у потпуности спроведено, среће се углавном у глаголским облицима, пре свега у аористу. Честа је вокализација ероса (о, е), што је вероватно већ било у предлошку, јат се користи и после шуштавих сугласника, слично најстаријим глагољским текстовима  ..